# なぞぷよ
『なぞぷよ』は落ち物パズルゲーム『ぷよぷよ』のゲームモードの一つ、または単独のゲームシリーズ。元々はゲームモード「なぞなぞぷよぷよ」の略。

## 概要
本項目で記述する「なぞぷよ」は『ぷよぷよ』の詰め将棋とも言えるモードで、「○連鎖すべし」、「○匹のぷよ同時に消すべし」、「○色のぷよを全て消すべし」といった問題が与えられ、予めフィールドに置かれたぷよぷよと指定された組ぷよで指定された条件を満たすようにぷよぷよを組み上げて消すのが目的となっている。
通常の『ぷよぷよ』とは異なり、『なぞぷよ』では大概の問題において予めフィールドにぷよぷよが配置されているのが最大の特徴。また、問題によっては初期配置のぷよの中には空中に浮かんでいるケースもあり、この場合は一手目を設置した直後に全てのぷよが重力に従って落下する。一部の問題ではこれを利用し、ぷよで文字やイラストを表現しているケースもある。
初出はMSX2/2+ならびにファミリーコンピュータ ディスクシステムの（旧世代）『ぷよぷよ』の1モードとして収録された「MISSION」モードとなっている。その後、アーケード版『ぷよぷよ』のゲームギアならびにWindows 95などのパーソナルコンピュータへの移植版に「なぞなぞぷよぷよ」として収録され、これが好評だったことによりこれらの2機種を中心に『なぞぷよ』として単独で独立させた作品がいくつか発売された。
1998年3月にコンパイルが経営破綻により和議申請を行った際、『ぷよぷよ』シリーズ本編と同じく、知的財産権がセガ（後のセガホールディングス）に売却されている。

### 障害物
『なぞぷよ アルルのルー』以降の一部作品では、通常の『ぷよぷよ』には登場しない障害物として以下のものが新たに追加されており、それらも駆使して問題を解いてゆく。
壁
四角いブロック型の障害物。最初からフィールドに設置されており、絶対に消すことができない。設置されている位置で固定されたまま落下せず、床と同じように他のぷよを乗せることができる。フィールドの高い位置に設定されている場合、使用できるフィールド範囲が実質的に狭められることになる。初出は『なぞぷよ アルルのルー』。
鉄ぷよ
黒い色をしたぷよであり、障害物。壁と同じく絶対に消すことはできないが、下に空間があると普通のぷよと同じく重力に従って落下する。初出は『す〜ぱ〜なぞぷよ ルルーのルー』。
これらが登場する以前の作品でも、問題によっては特定の色ぷよが（NEXTの方にも出現せずに）絶対に消すことが出来ない配置で設置され、実質的に障害物の役割を果たしていた。
なお、これらの障害物は後に『す〜ぱ〜ぷよぷよ通（リミックス含む）』や『ぽけっとぷよぷよ〜ん』など本家の一部作品にも導入されたが、こちらは絶対に消せなかった『なぞぷよ』とは異なり、特定の条件を満たすことによって消えるように調整されているケースがある。

## 変遷

### 最初期
前述した通り、1991年発売のMSX2/2+およびファミコンディスクシステム版の旧世代『ぷよぷよ』にて、「MISSION」モードとして収録されたのが初登場となっている。この当時のなぞぷよは、条件の規定数を超えても（『5連鎖すべし』という問題で6連鎖する、など）クリアが可能だった。また、まれに降ってくるぷよの色にランダムのものも含まれており、「最初から4連鎖ができるように組まれており、ランダムで降ってくるぷよで5連鎖に延長する」といった形式の問題もあった。手数の概念がなく、一部の問題は一定手数を落下させた後は特定の色しか降ってこなくなってクリア不可能になるため、ミスをした場合には自らギブアップを選択するしかないという擬似的な手数制限の手段が取られていた。一定手数を落下させた後はランダムで降ってくる問題もあり、一部の問題は自力で連鎖を作るなどしてクリアできる場合もある。NEXTぷよは初代『ぷよぷよ』同様に、1手先のみ表示される。
初出のMSXおよびファミコン版ではぷよの数が最大6色だったが、後に基本ルールのベースとなったアーケード版の流れを受けて「なぞなぞぷよぷよ」が収録されたゲームギア版ならびにPC-98版以降は最大5色に変更され、これ以降の『なぞぷよ』もこの色数が標準となった。

### 第2期
ゲームギア版『なぞぷよ アルルのルー』以降の作品からは、条件の規定数を超過した（5連鎖すべしという問題で6連鎖する、など）場合はクリアと見なされなくなり、これを利用して余分な連鎖や同時消しを防ぐような問題も登場した。さらに、NEXTぷよが複数先の分まで確認できるようになった。機種や作品によって確認できるNEXTぷよの数は異なっており、例えば初出の『アルルのルー』では7手先まで確認可能となっている。
また、ゲームギア版『アルルのルー』、およびスーパーファミコン版の2作品では、問題によっては解くために使用できる組ぷよの残数が設定されており、指定された制限手数内に条件を満たさなかった（すなわち、ぷよを使い果たした）場合には、強制的にクリア失敗となるようになった。
単に問題を解くのみならず、「主人公が敵キャラクターになぞぷよを出題され、それを解く」という形式のストーリーや、敵キャラクターごとに指定された問題数を解けばクリアとなるノルマ制が付いたのも『アルルのルー』からである。

### 併合型
PC-98版『なぞぷよ』（単品）やBOOKタイプ『ディスクステーション』Vol.5以降に収録の「なぞぷよ」は、PC-98版『ぷよぷよ』に収録されていた「なぞなぞぷよぷよ」のシステムを流用しているため、ルール自体は最初期に準じるが、『アルルのルー』の発売後ということもあってか、「最短手数」という表示が加わっている。しかし、これはあくまでも目安でしかなく、実際は最短手数を超過してもクリアすることが可能となっている。
Windows 95版『ぷよぷよ通』や『ディスクステーション』Vol.12以降に収録の「なぞぷよ」は、『アルルのルー』に準じたノルマクリア制を採用しており、条件規定数を超過した場合はクリアとは見なされず、NEXTぷよも10手先まで表示される。ただし、NEXTぷよの手数はPC-98版と同様の「最短手数」のみが設定されており、あくまで目安であるためこの手数を超過してもクリア失敗とはならない。
PlayStation 2版『ぷよぷよ通 パーフェクトセット』に付属されたなぞぷよは、最初期に属するゲームギア版『なぞぷよ』および『なぞぷよ2』の問題の移植となっている。このため、条件規定数をオーバーしてもクリアは可能だが、NEXTぷよが6手先まで表示されるほか、『ぷよぷよ通』のルールに準じているためクイックターンも可能となっている。さらに、『アルルのルー』以降のような手数制限もされるようになったため、より難しくなった問題もある。問題作成機能も搭載されているが、規定数オーバー可能の選択しか出来ない。

### とことんなぞぷよ
略して「とこなぞ」。名前の通り「とことんぷよぷよ」と「なぞぷよ」を併合させたモードであり、何も無いフィールドにぷよを組み上げ、次々に与えられる問題をひたすら解くというも内容。通常のなぞぷよとは異なり、何も置かれていないフィールド上からプレイを始めるため、「問題を解く」というよりも「指定された任務をこなす」という印象が強く、セガから発売された作品では「タスクモード」や「とことんタスク」といったモード名となっているケースもある。大概の作品では制限時間が設けられており、時間切れとなった場合はゲームオーバーとなる。
『ぷよぷよSUN64』（NINTENDO 64）からモードの1つに加わり、『ぷよぷよSUN決定盤』（PlayStation）、『ぷよぷよSUN』（Windows 95）にも収録されている。3機種とも、以下のモードを備えている。
れんしゅう
練習問題で、背景に表示されているぷよに合わせて積み、連鎖の組み方を学ぶことができる。問題ごとに決められた規定手数以内に条件を満たせないと、失敗となる。
N64版は全64問、PS版とWin版は全99問収録。
じっせん
連続で問題が出題される。後のシリーズと異なり制限時間が無いため、ゲームオーバーになるまで続行する。
たいせん
2人対戦で、どちらが先に決められた数の問題を解けるかを競う。本作は対人戦専用で、CPUとの対戦は不可能。
先にノルマの数を満たしたプレイヤーが勝利となる。また、通常のぷよぷよの対戦と同様に、左から3列目に積み上げた場合は敗北となり、この場合はノルマの状況に関係無く決着が付く。
ゲームボーイ版『ぽけっとぷよぷよSUN』では上記で言う「れんしゅう」が無く、「じっせん」に相当するルールと、「たいせん」の代わりにおじゃまぷよを送りつつ対戦できる「とこなぞたいせん」が収録されている。また、後続作品である『ぷよぷよ〜ん』以降の多くの作品には、「なぞぷよ」では「じっせん」に相当するルールのみが収録されている。ただし、規定数については、数値以上も可なもの、数値ちょうどでなければクリアにならないもの、いずれかの条件を選択可能なものなどがあり、作品により設定が異なる。
『ぷよぷよ! Puyopuyo 15th anniversary』以降の一部作品に収録されている対戦ルールの1つ「なぞぷよ」は、上記のとことんなぞぷよで言う「たいせん」ルールがベースとなっている。
また、『ぷよぷよ!』に収録された「じゅぎょう」モードは、上記の「れんしゅう」とほぼ同じルールで、こちらは正解か不正解かの判定機能が搭載されている。

### なぞぷよエディタ
なぞぷよの問題を自分で作成できるモード。「えでぃっと」「エディター」とも称される。
初出はゲームギア版『なぞぷよ』（ゲームギア+1同梱）で、「えでぃっと」モードの名前で収録され、以降もほとんどの単体で発売された作品に問題作成機能が搭載されるようになった。
Windows 95版『ディスクステーション』Vol.20以降にて、初めてエディットのみの単独作品として付属された「なぞぷよエディタ」は、問題ごとに規定数オーバーの可否（「○○以上」か「○○ちょうど」）を選択可能になったほか、ぷよが消えるのに必要な個数（2個消しなど）や、壁・鉄ぷよ・固ぷよの設置、更にNEXTぷよとして予告おじゃまぷよの配置も可能であり、より多彩な問題を作ることができる。ただし、手数制限はなく「最短手数」の表示のみとなっている。

## 作品一覧
※「とことんなぞぷよ（タスクモード）」形式のみを収録している作品は割愛する。

### なぞなぞぷよぷよモードが収録されている作品
作品自体の詳細はぷよぷよ、ぷよぷよ通の項目を参照
ぷよぷよ（MSX2/2+、ファミリーコンピュータ ディスクシステム、ファミリーコンピュータ（ロムカートリッジ））
初出。「MISSION」モードとして収録。全52問。MSX版とディスクシステム版は進行状況をディスクに保存できるが、ロムカセット版はパスワードコンティニュー形式となっている。全問クリアすると、エンディングを観る事が出来る。
ぷよぷよ（ゲームギア）
全30問。パスワードコンティニュー形式を採用。後のゲームギア単品版『なぞぷよ』のシステムのベースとなっている。全問クリアすると、「ひとりでぷよぷよ」とは別のエンディングが流れる。
本作を日本国外向けにローカライズした『ドクターエッグマンのミーンビーンマシーン』のゲームギア版とセガ・マスターシステム版にも「PUZZLE MODE」として、全く同じ問題が収録されている。
ぷよぷよ（PC-9801、Windows 3.1、Windows 95、Macintosh）
全50問。GG版とは問題が異なる。途中経過をセーブ保存可能。全問クリアすると、「ひとりでぷよぷよ」とは別のエンディング（スタッフクレジット）が流れる（上記のGG版とは、内容が異なる）。Windows版とMacintosh版はPC-98版の移植であり、問題は同じ。この作品では、宙に浮いた状態で既に4つ以上揃っているぷよは落下する前に空中で繋がって消えるという特徴がある。このシステムは、PC-98版の他の『なぞぷよ』全般にも受け継がれた。
Qwirks（Windows、Macintosh）
北米で発売された日本国外向け作品だが、後に日本でも販売。「PUZZLE MODE」として、フィールド内のぷよぷよ（Qwirks）を全て消去するとクリアになる問題のみを全50問収録。また、提示された全てのネクストぷよを必ず使い切った上で全て消さなければクリアにはならない（途中でフィールド内が空になっても、ネクストぷよが残っている場合は継続される）という特徴がある。
ぷよぷよ通（Windows 95、Macintosh）
Windows 95用『ディスクステーション』Vol.12に収録された「なぞぷよ」の画面とシステムを流用したもので、全15問を収録。途中セーブは無し。BGMやエンディングイラストなどはVol.12と同様で、なぞぷよプレイ中の連鎖ボイスはない。Vol.12と同じおおかみおとこ、インキュバス、スキュラら3名の出題キャラクターと戦うノルマクリア形式だが、漫才デモおよび出題される問題はVol.12とは異なる新規のもの。「また会えましたね」「また負けた」といった台詞があり、本作には収録されていない他機種版『ぷよぷよ通』のれんしゅうモード・通モードの続きという印象がある。
ぷよぷよ通 パーフェクトセット（PlayStation 2）
問題は先述の通り、ゲームギア版『なぞぷよ』（100問）と『なぞぷよ2』（200問）から流用して一部改変したものとなっている。それぞれのコースで途中経過をセーブ保存可能で、問題エディット機能も搭載。エディットで作成した問題を連続で解いたり、他のメモリーカードにコピーする事も出来る。BGMやエンディングイラストなどはWindows 95版と同じく『ディスクステーション』Vol.12の「なぞぷよ」からの流用だが、敵キャラクターや漫才デモは存在せず、旧作のようにひたすら問題を連続で解いていくモードとなっている。

### ディスクステーション収録作品
MOOKタイプの『ディスクステーション』に収録された作品。雑誌版DSでは、Vol.19を除いた全ての号において『なぞぷよ』が収録され、ユーザーからの投稿を募った問題が多く収録されていた。
なぞぷよ（DS Vol.1 - 4 / PC-98）
PC-98版『ぷよぷよ』の「なぞなぞぷよぷよ」のシステムを流用したもの。各号とも30問を順番に解いていく形式で、全面クリアするとPC-98版『ぷよぷよ』に準拠したエンディングデモがある。進行状況は自動セーブされる。
Vol.4のものは「なぞぷよ 問題データ」のみとなっており、プレイするにはVol.3の「なぞぷよ」のデータを用意して書き換える必要があった。また、Vol.4にはPC-98版『なぞぷよ』の体験版（デモ観賞と問題エディット）も収録。
なぞぷよ（DS Vol.5 - 11 / PC-98）
PC-98版『なぞぷよ』のシステムを流用したもの。問題数はVol.5のみ50問で、以降の号は30問ずつ。ルールはVol.4以前と同様だがエンディングデモはなく、代わりに出題時のヒント画面で左右にアルル・ナジャと敵キャラクターが表示される。この時に表示される出題キャラクターは、単体で起動した場合はスケルトンTとドラコケンタウロスのみだが、製品版『なぞぷよ』からこのDS版のデータを「でーたろーど」で読み込んだ場合はキャラクターが各号ごとに専用のもの（『ぷよぷよ通』に登場する敵キャラクター達）に変わる特典があった。なお、デモなどは一切無い。
登場キャラクター
- 通常：スケルトンT、ドラコケンタウロス

以下はPC-98版『なぞぷよ』での「でーたろーど」時に登場。

- Vol.5：サムライモール、?
- Vol.6：うろこさかなびと（セリリ）、?
- Vol.7：ふふふ、?
- Vol.8：のほほ、トリオ・ザ・バンシー
- Vol.9：ももも、?
- Vol.10：アウルベア、?
- Vol.11：スキュラ、?

なぞぷよ（DS Vol.12 - 18、20 / Windows 95）
Windows 95移行へ伴いリニューアルされ、DSのなぞぷよではタイトル画面や新規の漫才デモが初めて加わった。ベースとなっているのはスーパーファミコン版『す〜ぱ〜なぞぷよ通』のルールで、クイックターンと固ぷよが加わっている。Windows 95版『ぷよぷよ通』の「なぞなぞぷよぷよ」にも同じシステムが流用された。
転送の魔法陣を利用しようとしたアルル・ナジャが、それを妨害する3体の敵キャラクター達となぞぷよ勝負をするというのが基本的なストーリー。これまでとは形式が異なり、3つのステージで各キャラクターごとに出題される5問から任意の問題を選び、全てを解かなくても敵キャラクターごとに指定される問題ノルマ数をこなせば次のステージへ進める。敵に勝利した後でも、残った問題を解く事が出来る。各号の問題数は5問×3ステージの計15問ずつ。途中経過のセーブ機能はない。毎号ごとに敵キャラクターとエンディングイラストが異なっており、Vol.13以降は「ぜんかいのこたえ（前号分の問題の解答リプレイ）」も同時収録されている。モード選択画面のデザインは、『ぷよぷよ通』のものが流用されている。
Vol.12・13収録のものは後にパッケージソフトとして、それぞれ『なぞぷよ Vol.1』、『- Vol.2』名義で再発売された（後述）。Vol.14以降のパッケージ化は行われていない。
登場キャラクター
- 主人公：アルル・ナジャ
- Vol.12：おおかみおとこ、インキュバス、スキュラ
- Vol.13：のほほ、サムライモール、ウィッチ
- Vol.14：パキスタ、まもの、ドラコケンタウロス
- Vol.15：スケルトンT、うろこさかなびと（セリリ）、ミノタウロス
- Vol.16：ミニゾンビ、ふふふ、ルルー
- Vol.17：コカトリス、パノッティ、ハーピー
- Vol.18：さそりまん、ももも、キキーモラ
- Vol.20：すけとうだら、ハニービー、サタン

なぞぷよエディタ Ver.1.00 - 1.07（DS Vol.20 - 27 / Windows 95）
なぞぷよの問題作成ツール。そのためストーリーやデモの類は一切無いが、毎号ともサンプル問題（各10問）が付いていたため普通の「なぞぷよ」としてもプレイ可能である。作成した問題データは1ファイルに10問ずつ、10ファイルまで保存できるほか、リプレイの記録・再生も可能で、作成問題の模範解答を一緒に保存できる。プレイヤーキャラクターはこれまでと異なりシェゾ・ウィグィィになっており、プレイ中はシェゾや敵キャラクターが連鎖に合わせてアニメーションする。『ぷよぷよSUN』に準じたシェゾの連鎖ボイスが付いており、ぷよのデザインも『SUN』に準拠したものになった（ぷよの消え方はシェゾのものか通常かを選択可能）。選択可能なBGMやキャラクターのアニメーションは『魔導物語 魔導師の塔』からのものが流用されている。表示される敵キャラクターはVer.1.00時点ではウィッチ、インキュバス、ナスグレイブから選択可能で、号が進むごとにハーピー（Ver.1.02）、アーちゃん（Ver.1.04）と追加されていった。敵キャラクターを非表示にすることも可能。

### なぞぷよ単体で発売された作品
特記無き価格は税別価格。一部の作品には、なぞぷよのみならず「とことんぷよぷよ」も同時に収録されている。
なぞぷよ（ゲームギア）
1993年7月23日発売。本体同梱で15,800円。2Mロム。『ゲームギア+1』シリーズの1つとしてゲームギア本体とのセットでの販売のみ行われ、単品では販売されていない。発売元はセガ。
前述したゲームギア版『ぷよぷよ』に30問構成で収録された「なぞなぞぷよぷよ」モードが好評だったことにより、単体で独立させボリュームアップした作品。全100問。パスワードコンティニュー方式。初めて自分で問題を作成することが出来る「えでぃっと」機能が搭載されたものの、作成した問題のセーブは不可能だった。
本作と同じ問題が前述のPS2版『ぷよぷよ通 パーフェクトセット』に収録された他、後にセガから携帯電話アプリに移植された（後述）。
2013年9月25日よりニンテンドー3DSのバーチャルコンソールにて、309円で配信が開始された。
なぞぷよ2（ゲームギア）
1993年12月10日発売。4,500円。2Mロム。発売元はセガ。
なぞぷよの単体版第2弾で、初めて単体ソフトして発売された。全200問。25問クリアするごとに、アルルとカーバンクルのショートアニメが流れる。問題はいずれも一般公募のユーザーから投稿された問題であり、エンディングでは問題を提供したユーザーの一覧が表示される。本作ではバッテリーバックアップ方式に変更されたことに伴い、パスワード不要でクリアした範囲内で任意の問題から再開できるようになり、前作から引き続き搭載された「えでぃっと」で作成した問題も30問まで保存可能となった。
本作と同じ問題が前述のPS2版『ぷよぷよ通 パーフェクトセット』に収録された他、後にセガから携帯電話アプリに移植された（後述）。
2013年10月23日よりニンテンドー3DSのバーチャルコンソールにて、309円で配信が開始された。
なぞぷよ アルルのルー（ゲームギア）
1994年7月29日発売。3,800円。2Mロム。発売元はセガ。
なぞぷよの単体版第3弾。本作から、ゲーム中のフィールドとぷよのグラフィックがリニューアルされた。『なぞぷよ』としては初めてストーリーが設けられ、アルルが夕飯のカレーの材料を集めようとしたところ、商人や住民らから金銭の代わりになぞぷよを解くことを求められるという内容となっている。本作ではセーブ機能は無く、パスワードコンティニュー方式に戻された。前作までとは異なりエディット機能は搭載されていないが、代わりに「とこぷよ（とことんぷよぷよ）」モードを同時に収録している。なお、パッケージ及び説明書表紙のカレーの画像は、ハウス食品の協力、提供によるものである。
本作から、消すことができない障害物である「壁」が初登場。アルルを操作して2Dマップを移動し、敵キャラクターに話しかけてなぞぷよを解く。敵キャラクターは全部で20体で、1体につき10問で全200問用意されており、そのうち任意の5問のノルマをクリアすれば敵を倒すことができる仕様となっている。また、分からない問題が出てきた時はパスすることも可能で、1回分のダメージを受けて別の問題に変えることができる。ステージ内いる敵を全て倒すとボスキャラクターに挑めるようになり、ボスを倒すと次のステージへ進めるという形式。4面以外は、任意の順番で対決する事が出来る。『魔導物語』と同様の、敵を倒すと経験玉を獲得してレベルアップするシステムを採用しており、レベルが上がれば体力が増加し、問題を失敗できる猶予回数が増えるようになる。一度クリアした後は、任意の問題を選んでプレイすることが出来るフリープレイが出来るようになる。「とこぷよ」ではスコア記録はないものの、『ぷよぷよ』シリーズでは初めてこのモードでランダムでおじゃまぷよが降る仕様となっている。隠しモードであるサウンドテストの出現コマンドがコナミコマンドになっている。また、クリアしなくても隠しパスワードを入力する事によって、フリープレイに突入する。
2013年11月20日よりニンテンドー3DSのバーチャルコンソールで配信開始された。
2020年10月6日に発売された復刻系ゲーム機・ゲームギアミクロ（の一つ「イエロー」）には、プリインストールされる4ソフトのひとつとして本作が収録されている。
登場キャラクター（太字はボスキャラクター）
- 主人公：アルル・ナジャ
- 1面：ドラコケンタウロス、レイス、パキスタ、スケルトンT、ナスグレイブ
- 2面：ジャァーン、マンドレイク、ふふふ、ハーピー、すけとうだら
- 3面：ももも、ぞう大魔王、ウィッチ、さそりまん、うろこさかなびと（メロウ）
- 4面：シェゾ・ウィグィィ、ミノタウロス、ルルー、サタン
- 5面：ドッペルゲンガー

なぞぷよ（PC-9821）
1994年11月11日発売。7,800円。3.5インチFD2枚組。発売元はコンパイル。
PC-98版『ぷよぷよ』の「なぞなぞぷよぷよ」をベースにして単品で独立させた作品だが、画面レイアウト等が若干変更されている。細かなルール設定はPC-98版に準じているが、本作では多色同時消しの問題は同色を別箇所で消した場合も条件クリアと見なされるという不具合がある。「えでぃっと」では作った問題を外部ファイルに保存することができるため、交換が容易になった。さらに、エディットデータを読み込む「でーたろーど」の項目でPC-98用『ディスクステーション（Vol.5 - 11）』に収録された問題も読み込むことが可能で、この場合のみ出現する特殊な敵キャラクターもいる。
ストーリーモードはアルルが魔導中学校の進学・卒業試験に挑む内容であり、試験内容として敵キャラクターから出題される問題を順番に解いていく。また、これとは別に連続でなぞぷよを解く「せめぷよ」モードもある。問題数はそれぞれ100問の全200問。
2023年4月7日には、D4エンタープライズより発売の限定復刻パッケージとして、Windows版『魔導物語 超きゅ〜きょく大全 ぷよぷよ入り』に復刻収録された。詳細は魔導物語#コレクション作品を参照。
2023年11月28日よりプロジェクトEGGにて配信開始。
登場キャラクター
- 主人公：アルル・ナジャ
- 1年生：スケルトンT、ドラコケンタウロス、さそりまん
- 2年生：ハーピー、ゾンビ、ルルー
- 3年生：ぞう大魔王、ミノタウロス、シェゾ・ウィグィィ、サタン（最終ボス）

す〜ぱ〜なぞぷよ ルルーのルー（スーパーファミコン）
1995年5月26日発売。9,200円。8Mロム。発売元はバンプレスト。
前述した『なぞぷよ アルルのルー』のリメイク作品。アルルが主人公のゲームギア版をベースにリメイクしたシナリオである『アルルのルー』と、ルルーが主人公の新規シナリオ『ルルーのルー』の2種類のストーリーが用意されており、それぞれが一部交差しながら別々の展開となる。アルルは自分でカレーを食べるため、ルルーは愛しのサタン様に好物のカレーをご馳走するために、材料を集める。各面の漫才デモやボスはゲームギア版から一新されており、最終面ではアルルとルルーそれぞれが互いに最終ボスとなっている。この他に、ストーリー無しで連鎖問題のみをレベル別に集めた「連鎖への道」も収録。問題数は全てのモードを合わせて全290問。問題は多くがGG版なぞぷよシリーズからの流用、BGMの多くはGG版『アルルのルー』からのアレンジとなっている。「エディター」機能も搭載されており、自作問題を50問まで保存出来るほか、クリア済みのモードから収録されている問題を呼び出し、フリープレイも兼ねて問題を自由に解いたり、アレンジすることも可能となっている。
本作から新たな障害物として、消すことができないが壁とは異なり宙に浮くことはできず、下に置かれたぷよが消えると落ちてしまう『鉄ぷよ』が初登場。なお、本作では鉄ぷよと壁はルルーの一部の問題でのみ登場しており、アルルの方では一切登場しない。
アルルの連鎖ボイスは『す〜ぱ〜ぷよぷよ』からの流用、ルルーは新録のボイスであり、両者とも2 - 5連鎖以上までの計4種類となっている。
ゲームシステムは『アルルのルー』と同様の経験玉システムを採用しているが、本作では敵キャラクターそれぞれで問題の設定ノルマ数が異なり、強い敵ほど多くの問題を解かなければならない（最少で1問、最多で10問）。
「とこぷよ」も収録されており、高レベルではおじゃまぷよが降る他、隠しおぷしょんの設定により、デモ無しでひたすらなぞぷよの問題を解き続けるモードに変更することも可能。
サテラビューで製品版と同じバージョン（起動回数制限付き）が放送されていたこともある。
1997年12月1日からは『す〜ぱ〜ぷよぷよ』と同時にニンテンドウパワーでの書き換えも開始されていた（2007年2月28日をもってサービス終了）。
ストーリー（アルルのルー）
アルルはとびっきりのカレーを食べたくなり、材料を集める。
登場キャラクター（アルルのルー）※太字はボスキャラクター、括弧内の数字はノルマ
- 主人公：アルル・ナジャ
- 1面：パキスタ（2問）、レイス（3問）、ナスグレイブ（3問）、スケルトンT（2問）、ドラコケンタウロス（4問）
- 2面：ハーピー（4問）、ふふふ（3問）、すけとうだら（4問）、ジャァーン（3問）、マンドレイク（5問）
- 3面：ウィッチ（4問）、ももも（4問）、パノッティ（4問）、さそりまん（1問）、のみ（5問）
- 4面：ぞう大魔王（4問）、ミノタウロス（5問）、シェゾ・ウィグィィ（6問）、サタン（7問）
- 5面：ルルー（10問）

ストーリー（ルルーのルー）
ミノタウロスからサタンの好物がカレーだということを聞いたルルーは、とびっきりのカレーをサタンにプレゼントするため材料を集める。
登場キャラクター（ルルーのルー）※太字はボスキャラクター、括弧内の数字はノルマ
- 主人公：ルルー
- 1面：パキスタ（3問）、ドラコケンタウロス（3問）、ナスグレイブ（2問）、スケルトンT（2問）、レイス（4問）
- 2面：ふたごのケットシー（3問）、スキヤポデス（3問）、ゾンビ（4問）、マミー（3問）、バロメッツ（5問）
- 3面：トリオ・ザ・バンシー（4問）、ウィル・オー・ウィスプ（4問）、うろこさかなびと（メロウ）（2問）、のほほ（2問）、アウルベア（6問）
- 4面：サムライモール（5問）、ぞう大魔王（4問）、シェゾ・ウィグィィ（6問）、サタン（8問）
- 5面：アルル・ナジャ（10問）

す〜ぱ〜なぞぷよ通 ルルーの鉄腕繁盛記（スーパーファミコン）
1996年6月28日発売。6,800円。12Mロム。発売元はコンパイル。
スーパーファミコンにおける、『なぞぷよ』第2弾。内容は前作『す〜ぱ〜なぞぷよ ルルーのルー』のアフターストーリー（直接的な続編）だが、『ぷよぷよSUN』の発売直前という影響もあってか、登場するキャラクターたちの性格の設定が『SUN』に近くなっている。本作におけるメインモードの『ルルーの鉄腕繁盛期』では前作よりも広いマップを移動し、体力を回復させるアイテムとして「らっきょ」が導入されるなど、RPGの要素がさらに強化されている。本作ではルルーが単独で主人公を務めており、アルルは出題キャラクターではなく攻略のヒントを与える村人として、端役程度の登場に留まっている。前作と同様に、連鎖の問題集が「連鎖の修行」というモード名で収録されている。問題数は全てのモードを合わせて全304問で、先述したゲームギア版『なぞぷよ2』と同様にいずれもユーザーから公募により、提供された問題となっている。また、「エディター」では前作と同様にクリア済みのモードから収録されている問題を呼び出せるほか、自作問題を100問まで保存可能になった。
『ぷよぷよ通』に準じてクイックターンが追加されたが、固ぷよは登場しない。また、ルルーの連鎖ボイスは前作『ルルーのルー』からそのまま流用されており、2 - 5連鎖以上までの4種類となっている。
本作は「とこぷよ」モードにおいても隠しオプションで「鉄ぷよ」を出現させることができるが、絶対に消すことが出来ない本編とは異なり、このモードに限り特定の条件を満たすことによって消すことができる。前述の通りこの消去可能な鉄ぷよのルールは、形を変えて後のシリーズへも受け継がれた。
前作と同様にノルマ数は出題キャラクターによって異なる（最少で1問、最大で6問）が、本作では一部のキャラクター（主にボスキャラクター）を除いて基本的に1キャラクターにつき3問で統一されている。また、本作の出題キャラクターに関しては、従来の『ぷよぷよ』シリーズには未登場の『魔導物語』からのキャラクターが数名登場する他、キャンペーン企画として北出マン（当時・コンパイル営業社員）とMOO仁井谷（当時・コンパイル社長）がゲストとして出演している。特定の条件を満たすことによってマップ上のいずれかに北出マンと仁井谷が登場し、北出マンに一定回数遭遇した後に仁井谷が出題する問題に正解すると、発売当時に行われていたキャンペーンに応募するためのパスワードを得ることが可能だった。
本作は発売に先駆けて、竜の谷までプレイ可能な体験版がサテラビューで配信された。この体験版には、発売日やキャンペーンの告知、体験版専用のエンディングメッセージなども収録されていた。
ストーリー
前作でカレー作りに失敗したルルーは、『なぞぷよ』の腕を上げるため修行に出る。格闘技の修行を終えて山を降りたルルーは、教会で「封印された魔女の塔に、なぞぷよマスターになれるアイテムが眠る」というお告げを聞き、それを手に入れるため旅に出る。
登場キャラクター※太字はボスキャラクター、括弧内の数字はノルマ
- 主人公：ルルー
- ルルーのおうち：ミノタウロス（会話のみ）、じい（会話のみ）
- 腹いっぱい山：ナスグレイブ（3問）、ハーピー（3問）、サムライモール（4問）
- テイカテイカの村：キキーモラ（3問）、アルル・ナジャ（会話のみ）、カーバンクル（会話のみ）、ふたごのケットシー（3問）
  - ぷよまん本舗：スケルトンT（3問）、パキスタ（3問）、ももも（3問）
  - はくしゃくてい：ビリー・バーン（3問）、ミニゾンビ（3問）
  - べっそう？：サタン（4問）
  - サイザーンス教会：すけとうだら（4問）、スキヤポデス（3問）、時の女神の声？（会話のみ）

- お先まっ暗のもり：さそりまん（3問）、パノッティ（3問）、スキュラ（3問）、トリオ・ザ・バンシー（3問）、シェゾ・ウィグィィ（6問）
  - 竜の谷：ドラコケンタウロス（3問）、リヴァイアサン（会話のみ）

- 落天湖：アウルベア（3問）、うろこさかなびと（セリリ）（3問）、ウォーターエレメント（3問）
  - 落天湖の洞くつ：のほほ（3問）、バーベガジ（3問）、シェゾ・ウィグィィ（3問）

- 星をよぶ樹：ウィッチ（4問）
- 魔女イル・シュ・アの塔：デーモンサーバント（3問）、サキュバス（3問）、マミー（3問）、ちょっぷんR（3問）、インキュバス（3問）、マスクドサタン（4問）、ぞう大魔王（4問）、バンパイア（5問）、シェゾ・ウィグィィ（最終ボス、6問）
- 北出マンを探せ!（キャンペーン企画）：北出マン（会話のみ）、MOO仁井谷（1問）

なぞぷよVol.1、Vol.2（Windows 95）
Vol.1は2000年10月27日発売、980円。Vol.2は2001年11月30日発売、1,280円。発売元はMSD-JAPAN。「コンパイル THE ベスト」シリーズとして登場。
それぞれWindows 95版『ディスクステーション』からの再録で、Vol.1はVol.12版、Vol.2はVol.13版の再録となっている。一部資料で「総集編」と紹介されていることがあるが間違いであり、実際にはVol.14版以降は単体ソフト化されていない。
なぞぷよ（iアプリ、S!アプリ、EZアプリ、WILLCOMアプリ）
全100問。ゲームギア版の移植だが、ぷよのデザインが『ぷよぷよ通』に準じたものに変更されており、『ぷよぷよ』と同じ連鎖ボイス（2 - 5連鎖）が搭載されている。原作にあった「えでぃっと」機能は、収録されていない。
なぞぷよ2（iアプリ、S!アプリ、EZアプリ、WILLCOMアプリ）
全200問 + なぞぷよエディタ。ゲームギア版の移植だが、前作同様ぷよのデザインが『ぷよぷよ通』に準じたものに変更されており、こちらはアーケード版『ぷよぷよ通』と同じ連鎖ボイス（1 - 7連鎖）が搭載されている。「えでぃっと」の保存数は原作と同じく30問まで。
ぷよぷよフィーバー みんなでなぞぷよ（携帯電話用Flashアプリ、Android、iOS）
2011年11月30日に配信開始されたFlashアプリ。『ぷよぷよフィーバー』から新要素として3個・4個組のネクストぷよを配置可能。投稿型ウェブコンテンツとして、問題を投稿したり、全国のプレイヤーが投稿した問題がプレイ可能である。
2013年1月24日にはAndroid向けに、2013年4月25日にはauスマートパスにてiOS向けにもHTML5アプリとして配信が開始された。
2015年12月28日11時をもってコーナー終了。

## CM出演者
す～ぱ～なぞぷよ ルルーのルー
藤沢かりん
す～ぱ～なぞぷよ通 ルルーの鉄腕繁盛記
丸山未帆

## 関連商品
テレビランドわんぱっくNo.144 ゲームギア ゲーム・ヒントブック
1994年8月25日に徳間書店より発売（雑誌 65596-89）。『魔導物語I 3つの魔導球』『魔導物語II 〜アルル16才〜』『シャイニング・フォース外伝 遠征・邪神の国へ』『シャイニング・フォース外伝II 邪神の覚醒』『なぞぷよ2』の全5タイトルをまとめた攻略本。
す〜ぱ〜なぞぷよ ルルーのルー（スーパーファミコン必勝法スペシャル）
1995年6月20日に勁文社より発売（ISBN 4-7669-2280-8）。
す〜ぱ〜なぞぷよ ルルーのルー 必勝攻略法（スーパーファミコン完璧攻略シリーズ）
1995年7月15日に双葉社より発売（ISBN 4-575-28471-8）。
す〜ぱ〜なぞぷよ ルルーのルー大百科
1995年8月18日に勁文社より発売（雑誌 63553-43）。
す〜ぱ〜なぞぷよ通 ルルーの鉄腕繁盛記（スーパーファミコン必勝法スペシャル）
1996年7月20日に勁文社より発売（ISBN 4-7669-2520-3）。
す〜ぱ〜なぞぷよ通を100倍楽しく遊ぶ本（ティーツー出版の100倍シリーズ）
1996年8月5日にティーツー出版より発売（ISBN 4-900700-21-5）。
す〜ぱ〜なぞぷよ通 ルルーの鉄腕繁盛記 必勝攻略法（スーパーファミコン完璧攻略シリーズ）
1996年8月10日に双葉社より発売（ISBN 4-575-28637-0）。
す〜ぱ〜なぞぷよ通 ルルーの鉄腕繁盛記大百科
1996年8月30日に勁文社より発売（ISBN 4-7669-2534-3）。
新☆魔導物語2 ルルーと愛の日々
1997年3月1日に角川スニーカー文庫より発売（ISBN 4-04-415605-0）。『魔導物語A・R・S』と『す〜ぱ〜なぞぷよ通 ルルーの鉄腕繁盛記』の後日談を元にした小説。ストーリー内容は小説オリジナルのものとなっている。魔導物語#小説も参照。
魔導物語 PUYOPUYO＆NAZOPUYO PC-9801＆MSX2 SOUNDTRACKS 〜サントラの呪文V〜
2023年4月7日発売の『魔導物語 超きゅ〜きょく大全 ぷよぷよ入り』付属CD。PC-98版『なぞぷよ』の楽曲（OPN版）が収録されている。ディスク1枚。
魔導物語 〜サントラの呪文〜
2023年4月7日発売の『魔導物語 超きゅ〜きょく大全 ぷよぷよ入り』に収録。上記を含むこれまでの『サントラの呪文』シリーズの全12タイトルを全てデータ化して収録。
魔導物語#サウンドトラックも参照。